# Грб Чада
Грб Чада је званични хералдички симбол афричке државе Републике Чад. Грб је усвојен 1970. године.

## Опис
Грб се састоји од штита на којем се налазе таласи жуте и плаве боје, изнад којег се уздиже сунце. Штит придржавају коза и лав. Испод штита су медаља и трака са државним геслом на француском језику, „јединство, рад, напредак“.
Таласасте линије на штиту представљају језеро Чад, а излазеће сунце симболизује нов почетак за народ. Коза представља северни део народа, а лав јужни. Испод штита налази се медаља Народног ордена Чада.
Осим грба постоји и џавни амблем Чада, који је црно-беле боје и састоји се од круга у којем се налази гесло „République du Tchad – Unité, Travail, Progrès”, које окружује приказ главе и торза племенске девојке.